# Rozdzielenie
Rozdzielenie (ang. Severance) - amerykański serial science-fiction z 2022 r.
Głównym bohaterem jest Mark Scout, pracownik firmy Lumon Industries, który poddał się procedurze rozdzielenia. W jej wyniku jego wspomnienia związane z życiem zawodowym i prywatnym stają się rozdzielone. Spotkanie z byłym współpracownikiem sprawia, że Mark zaczyna kwestionować zasadność działań Lumon oraz rozdzielenia.
Serial emitowany jest na platfomie Apple TV+. 18 lutego 2022 r. miała miejsce premiera pierwszego, a 17 stycznia 2025 r. - premiera drugiego sezonu serialu.
21 marca 2025 r. zapowiedziano produkcję trzeciego sezonu serialu.

## Fabuła
Lumon Industries to amerykańska firma z branży biotechnologii, działająca od paruset lat. Opracowała ona technologię rozdzielenia, polegającą na umieszczeniu w mózgu specjalnego chipu. Prowadzi to do rozszczepienia osoby poddanej zabiegowi na osobowość prywatną (ang. outie) i zawodową (ang. innie). Innie jako jedyna osobowość ma wiedzę i wspomnienia związane z pracą dla Lumon, ale zarazem nie doświadcza życia prywatnego - sfera ta pozostaje jedynie przywilejem outie. W ramach Lumon innie określani są przez imię i pierwszą literę nazwiska.
Głównym bohaterem jest Mark Scout, który po przeżyciu osobistej tragedii zaczął współpracę z Lumon i poddał się rozdzieleniu. Pewnego dnia z Markiem kontaktuje się Peter Kilmer, który miał być rozdzielonym współpracownikiem Marka. Mężczyzna przekazuje Markowi informacje, które zasiewają w nim ziarno wątpliwości, dotyczące Lumon i procedury rozdzielnia.

## Postacie[5]

### Główne
- Adam Scott jako Mark Scout / Mark S. - były nauczyciel historii, szef Departamentu Rafinacji Makrodanych na piętrze rozdzielonych w Lumon;
- Zach Cherry jako Dylan George / Dylan G. - podwładny Marka, ciężko pracujący dla firmowych nagród;
- Britt Lower jako Helly Riggs / Helly R. - najnowsza podwładna Marka;
- Tramell Tillman jako Seth Milchick - zastępca menedżera na piętrze rozdzielonych; w 2. sezonie awansuje na menedżera;
- Jen Tullock jako Devon Scout-Hale - siostra Marka;
- Dichen Lachman jako pani Casey - szefowa działu wellness na piętrze rozdzielonych;
- Michael Chernus jako Ricken Hale, mąż Devon i szwagier Marka, autor książek;
- John Turturro jako Irving Bailiff / Irving B. - podwładny Marka, ściśle przestrzegający firmowych reguł;
- Christopher Walken jako Burt Goodman / Burt G. - szef departamentu Departamentu Optyki i Designu na piętrze rozdzielonych, który zawiera bliższą znajomość z Irvingiem B.;
- Patricia Arquette jako Harmony Cobel - menedżer na piętrze rozdzielonych;
- Sarah Bock jako panna Huang - zastępczyni menedżera na piętrze rozdzielonych od 2. sezonu.

### Drugoplanowe
- Yul Vazquez jako Peter Kilmer - były szef Departamentu Rafinacji Makrodanych, najlepszy przyjaciel Marka S.
- Michael Cumpsty jako Doug Graner, szef działu bezpieczeństwa na piętrze rozdzielonych,
- Nikki M. James jako Alexa - położna opiekująca się Devon w trakcie jej ciąży,
- Sydney Cole Alexander jako Natalie Kalen - rzeczniczka Lumon,
- Karen Aldridge jako Asal Reghabi, była pracownica Lumon, pracująca nad procedurą reintegracji (przeciwieństwa rozdzielenia),
- Michael Siberry jako Jame Eagan, obecny CEO Lumon Industries,
- Ólafur Darri Ólafsson jako Drummond, pracownik Lumon (od sezonu 2),
- Merritt Wever jako Gretchen George, żona Dylana George'a (od sezonu 2),

### Epizodyczne
- Marc Geller jako Kier Eagan, założyciel Lumon Industries,
- Gwendoline Christie jako Lorne, szefowa działu opieki nad ssakami (od sezonu 2),
- John Noble jako Fields, mąż Burta Goodmana (od sezonu 2).

## Odcinki[6]

### Sezon 1
| Nr | # | Tytuł                                   | Tytuł polski                               | Reżyseria     | Scenariusz         | Premiera |
| -- | - | --------------------------------------- | ------------------------------------------ | ------------- | ------------------ | -------- |
| 1  | 1 | Good News About Hell                    | Dobre strony piekła                        | Ben Stiller   | Dan Erickson       |          |
| 2  | 2 | Half Loop                               | Half Loop                                  | Ben Stiller   | Dan Erickson       |          |
| 3  | 3 | In Perpetuity                           | Po wsze czasy                              | Ben Stiller   | Andrew Colville    |          |
| 4  | 4 | The You You Are                         | Twoje ja                                   | Aoife McArdle | Kari Drake         |          |
| 5  | 5 | The Grim Barbarity of Optics and Design | Groźne okrucieństwo optyki i projektowania | Aoife McArdle | Anna Ouyang Moench |          |
| 6  | 6 | Hide and Seek                           | Zabawa w chowanego                         | Aoife McArdle | Amanda Overton     |          |
| 7  | 7 | Defiant Jazz                            | Buntowniczy jazz                           | Ben Stiller   | Helen Leigh        |          |
| 8  | 8 | What's for Dinner?                      | Co na obiad                                | Ben Stiller   | Chris Black        |          |
| 9  | 9 | The We We Are                           | Nasze ja                                   | Ben Stiller   | Dan Erickson       |          |

### Sezon 2
| Nr | #  | Tytuł                | Tytuł polski         | Reżyseria         | Scenariusz                   | Premiera         |
| -- | -- | -------------------- | -------------------- | ----------------- | ---------------------------- | ---------------- |
| 10 | 1  | Hello, Ms. Cobel     | Witamy, pani Cobel   | Ben Stiller       | Dan Erickson                 | 17 stycznia 2025 |
| 11 | 2  | Goodbye, Mrs. Selvig | Żegnamy, pani Selvig | Sam Donovan       | Mohamad El Masri             | 24 stycznia 2025 |
| 12 | 3  | Who Is Alive?        | Kto żyje?            | Ben Stiller       | Wei-Ning Yu                  | 31 stycznia 2025 |
| 13 | 4  | Woe's Hollow         | Padół Rozpaczy       | Ben Stiller       | Anna Ouyang Moench           | 7 lutego 2025    |
| 14 | 5  | Trojan's Horse       | Koń trojański        | Sam Donovan       | Megan Ritchie                | 14 lutego 2025   |
| 15 | 6  | Attila               | Attyla               | Uta Briesewitz    | Erin Wagoner                 | 21 lutego 2025   |
| 16 | 7  | Chikhai Bardo        | Chikhai bardo        | Jessica Lee Gagné | Dan Erickson & Mark Friedman | 28 lutego 2025   |
| 17 | 8  | Sweet Vitriol        | Słodki jad           | Ben Stiller       | Adam Countee & K. C. Perry   | 7 marca 2025     |
| 18 | 9  | The After Hours      | Po godzinach         | Uta Briesewitz    | Dan Erickson                 | 14 marca 2025    |
| 19 | 10 | Cold Harbor          | Cold Harbor          | Ben Stiller       | Dan Erickson                 | 21 marca 2025    |